# Tschudin + Heid
Die Tschudin + Heid AG ist ein Familienunternehmen in Waldenburg, im Schweizer Kanton Basel-Landschaft. Sie ist in der Entwicklung und Herstellung von präzisionsmechanischen Artikeln für die Medizinal- und Messtechnik, den Maschinen-Anlagebau und für die Uhrenindustrie tätig.

## Geschichte
1892 gründete Alphonse Thommen, der Inhaber der Gédéon Thommen – Uhrenfabrikation, in Waldenburg eine Fabrik zur Teilefertigung für die Uhrenindustrie. Alphonse Tschudin und Fritz Heid übernahmen 1900 das Unternehmen. Es entstand die Kollektivgesellschaft Tschudin & Heid, Waldenburg. Das Unternehmen konzentrierte sich vorerst weiterhin auf die Fertigung von einfachen Drehteilen wie Schrauben, Muttern, Bolzen und weiteren Teilen, die in der Uhrenfertigung benötigt wurden.
Reinhard Straumann trat 1916 als Konstrukteur bei der Thommens Uhrenfabrik AG ein, wo er bis 1938 als technischer Leiter tätig war. 1919 heiratete er Fanny Heid aus Arisdorf, die Tochter von Fritz Heid.
1931 wurde die Kollektivgesellschaft Tschudin & Heid in die Aktiengesellschaft Tschudin + Heid AG umgewandelt.
Nach dem Tod von Fritz Heid im Jahre 1935 übernahm sein Schwiegersohn Reinhard Straumann Aufgaben im Verwaltungsrat. Ab 1938 war er Direktor und Verwaltungsratspräsident. Er konnte die Aktien des bereits verstorbenen Mitinhabers Alphonse Tschudin übernehmen.
1945 konnte die J.J. Buser AG in Basel übernommen werden.

## Forschungslaboratorium
Schon seit Jahren betrieb Straumann in seiner Freizeit Studien in diverse Richtungen. So entwickelte er mit Heraeus eine Nickel-Eisen-Legierung mit Beryllium. Er nannte den Werkstoff Nivarox, den er 1935 patentierte. Um seine Forschungen zu intensivieren, richtete er 1938 im Hause ein Forschungslaboratorium ein. Es wurde nach neuen Messmethoden und Werkstoffen gesucht. So konnten die Grundlagen für die Legierung Nivaflex erarbeitet werden. Nivaflex wurde durch Straumann 1948 patentiert. Aufgrund der speziellen Werkstoffeigenschaften eigneten sich Nivarox und Nivaflex optimal für die Herstellung von Antriebs- und Aufzugsfedern. Mit den entwickelten Legierungen liessen sich erstmals bruchsichere Federn herstellen. Bis heute werden die beiden Werkstoffe in der Herstellung von Unruh-Spiralen bei Schweizer Uhren verwendet. 1954 entstand aus dem Forschungslaboratorium das Institut Dr. Ing. Reinhard Straumann. 1990 wurde daraus die Straumann AG gegründet die 1998 zur Straumann Holding AG in Basel wurde.

## Produktionsneubau
Gegen Ende der 1950er Jahre liess Straumann in Bretzwil ein Produktionsgebäude errichten, welches 1979 und 1992 erweitert wurde. In diesem Werk fanden bis zu 132 Mitarbeitende eine neue Beschäftigung. Ende 2004 wurde die Produktion in Bretzwil eingestellt. Das Gebäude konnte 2005 an die 1997 durch Thomas Straumann, dem Sohn von Fritz und Enkel von Reinhard Straumann, gegründete Medartis AG vermietet werden.

## Einzelnachweise und Anmerkungen

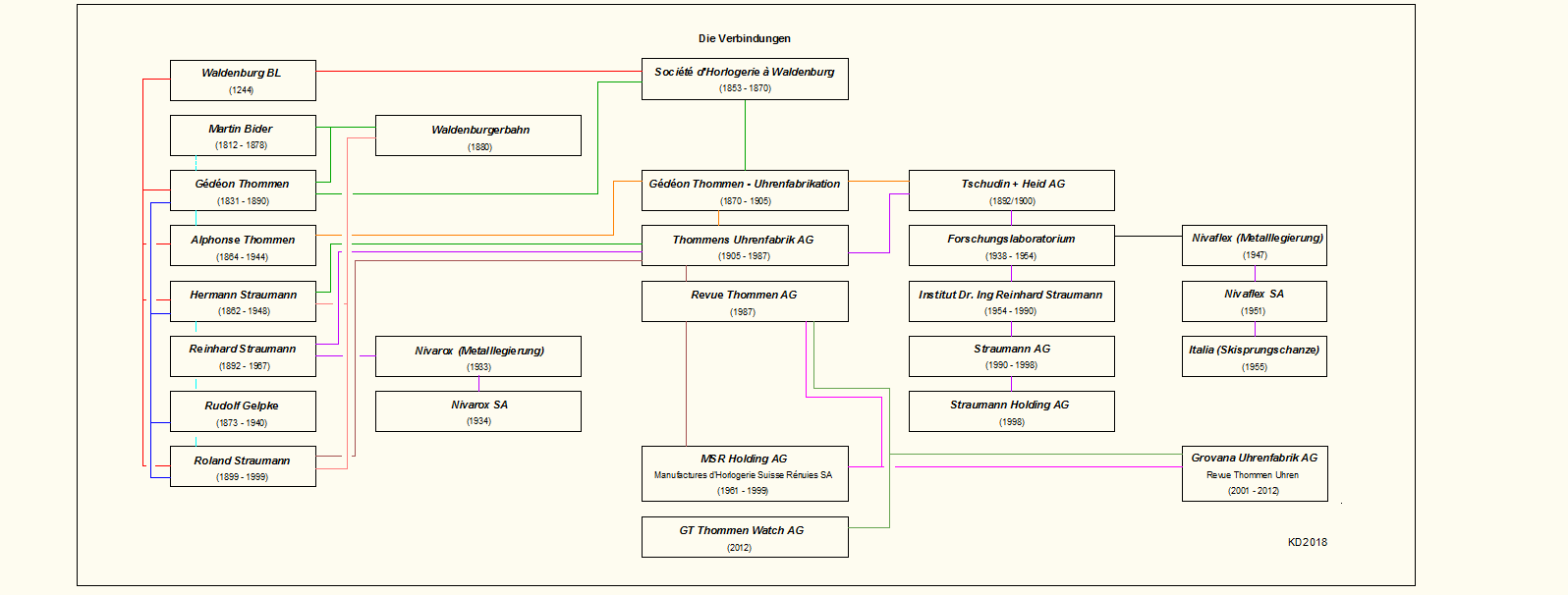
Die Verbindungen